# Рубаков, Валерий Анатольевич
Вале́рий Анато́льевич Рубако́в (16 февраля 1955, Москва — 19 октября 2022, Саров) — советский и российский физик-теоретик, один из ведущих специалистов в области классической и квантовой теории поля, космологии и физики элементарных частиц, академик РАН (1997), доктор физико-математических наук (1989). Профессор Московского государственного университета им. М. В. Ломоносова.

## Биография
Родился 16 февраля 1955 года в Москве. Учился в физико-математической школе № 57. В 1972 году поступил на физический факультет Московского государственного университета им. М. В. Ломоносова, окончил его в 1978 году, а затем поступил в аспирантуру Института ядерных исследований АН СССР (ИЯИ). В 1981 году под руководством Н. В. Красникова и А. Н. Тавхелидзе защитил кандидатскую диссертацию «Структура вакуума в калибровочных моделях квантовой теории поля». Доктор физико-математических наук (1989).
Заместитель директора Института ядерных исследований РАН по научной работе (1987—1994), главный научный сотрудник ИЯИ (1994). Заведующий кафедрой физики частиц и космологии физического факультета МГУ.
В 1990 году избран членом-корреспондентом АН СССР, а в 1997 году — действительным членом РАН. Был руководителем секции ядерной физики, заместителем академика-секретаря Отделения физических наук РАН.
Главный редактор журнала «Успехи физических наук» (2017—2022, ранее — заместитель главного редактора), был членом редколлегии журнала «Теоретическая и математическая физика».
Был членом «Клуба 1 июля», созданного в знак протеста против планов Правительства по реформе Российской академии наук, выразившихся в проекте федерального закона «О Российской академии наук, реорганизации государственных академий наук и внесении изменений в отдельные законодательные акты Российской Федерации» 305828-6.
Скончался 19 октября 2022 года в Сарове, куда приехал с лекциями. Накануне смерти переболел COVID-19, были осложнения.
Похоронен на Троекуровском клабище.

## Научные интересы
Основные направления научной деятельности: физика высоких энергий, калибровочные теории элементарных частиц, космология, гравитация.
Автор более 160 научных работ, внёсших существенный вклад в теорию ранней Вселенной, непертурбативную квантовую теорию поля (многочастичные процессы, инстантонные методы), теорию образования барионной асимметрии Вселенной, теорию рождения гравитационных волн в экспоненциально расширяющейся Вселенной, модели с дополнительными пространственными измерениями, квантовую гравитацию.
В 1981 году в работе по монопольному катализу распада протона теоретически предсказал качественный физический эффект распада барионного вещества и дал количественное заключение о возможности его проверки на эксперименте.

## Общественная позиция
В феврале 2022 года подписал открытое письмо российских учёных и научных журналистов с осуждением вторжения России на Украину и призывом вывести российские войска с украинской территории.

## Семья
- Жена — Эльвира Ивановна, иммунолог[13].
- Сыновья — Алексей, выпускник МИФИ, по данным на 2006—2008 годы — начальник отдела маркетинга компании «Центральный телеграф»[13][14] и Сергей, выпускник физического факультета МГУ, с августа 2016 по март 2017 года — руководитель сервиса «Яндекс.Новости»[15][16]. Внучка — Александра.

## Награды
- Золотая медаль с премией для молодых учёных АН СССР (1984)
- Премия имени А. А. Фридмана РАН (1999, совместно с В. А. Кузьминым)[17]
- Премия имени И. Я. Померанчука (2003)[18]
- Премия имени академика М. А. Маркова ИЯИ РАН (2005, совместно с М. Е. Шапошниковым)[19]
- Премия Solvay Chairs in Physics Брюссель, Бельгия (2009)
- Премия имени Ханса Д. Йенсена от Института Теоретической физики Университета Рупрехта-Карла г. Гейдельберг, Германия (2009)
- Премия имени Юлиуса Весса от Технологического института Карлсруэ, Германия (2010)[20]
- Премия имени М. В. Ломоносова МГУ (2012)[21], Демидовская премия (2016)[22][23]
- Иностранный почётный член Американской академии искусств и наук (2015)